# Шарль ван ден Бюсш
Шарль ван ден Бюсш (18 жовтня 1876 — 9 жовтня 1958) — бельгійський яхтсмен.
Срібний призер Олімпійських Ігор 1920 року в класі 6 метрів (правила 1919 року).